# Dorra Mahfoudhi
Dorra Mahfoudhi (sinh ngày 7 tháng 8 năm 1993) là một vận động viên người Tunisia chuyên về nhảy sào. Cô đã giành được một số huy chương ở cấp độ lục địa.
Thành tích tốt nhất của cô trong sự kiện là 4,10 mét ngoài trời (Brazzaville 2015) và 3,40 mét trong nhà (Bordeaux 2011).

## Thành tích giải đấu
| Năm                  | Giải đấu                     | Địa điểm                           | Thứ hạng             | Nội dung             | Chú thích            |
| Representing Tunisia | Representing Tunisia         | Representing Tunisia               | Representing Tunisia | Representing Tunisia | Representing Tunisia |
| -------------------- | ---------------------------- | ---------------------------------- | -------------------- | -------------------- | -------------------- |
| 2010                 | Youth Olympic Games          | Singapore                          | 5th (B)              | Pole vault           | 3.45 m               |
| 2011                 | African Junior Championships | Gaborone, Botswana                 | 1st                  | Pole vault           | 3.40 m               |
| 2011                 | All-Africa Games             | Maputo, Mozambique                 | 1st                  | Pole vault           | 3.60 m               |
| 2011                 | Pan Arab Games               | Doha, Qatar                        | 2nd                  | Pole vault           | 3.65 m               |
| 2012                 | Arab Junior Championships    | Amman, Jordan                      | 1st                  | Pole vault           | 3.55 m               |
| 2012                 | African Championships        | Porto Novo, Benin                  | 3rd                  | Pole vault           | 3.40 m               |
| 2013                 | Arab Championships           | Doha, Qatar                        | 3rd                  | Pole vault           | 3.60 m               |
| 2013                 | Islamic Solidarity Games     | Palembang, Indonesia               | 4th                  | Pole vault           | 3.65 m               |
| 2013                 | Islamic Solidarity Games     | Palembang, Indonesia               | 5th                  | Long jump            | 4.88 m               |
| 2014                 | African Championships        | Marrakech, Morocco                 | 3rd                  | Pole vault           | 3.70 m               |
| 2015                 | African Games                | Brazzaville, Republic of the Congo | 2nd                  | Pole vault           | 4.10 m               |
| 2016                 | African Championships        | Durban, South Africa               | 2nd                  | Pole vault           | 3.80 m               |
| 2017                 | Arab Championships           | Radès, Tunisia                     | 1st                  | Pole vault           | 4.15 m               |
| 2018                 | Mediterranean Games          | Tarragona, Spain                   | 6th                  | Pole vault           | 4.11 m               |
| 2018                 | African Championships        | Asaba, Nigeria                     | 1st                  | Pole vault           | 4.10 m               |
| 2019                 | Arab Championships           | Cairo, Egypt                       | 1st                  | Pole vault           | 4.00 m               |